# Johann Friedrich Wilhelm Pustkuchen

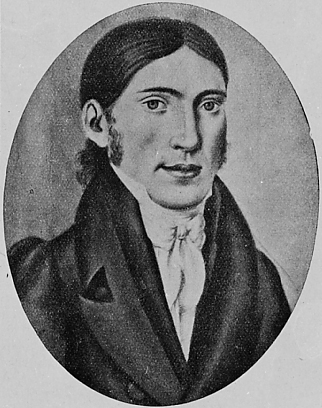
Johann Friedrich Wilhelm Pustkuchen

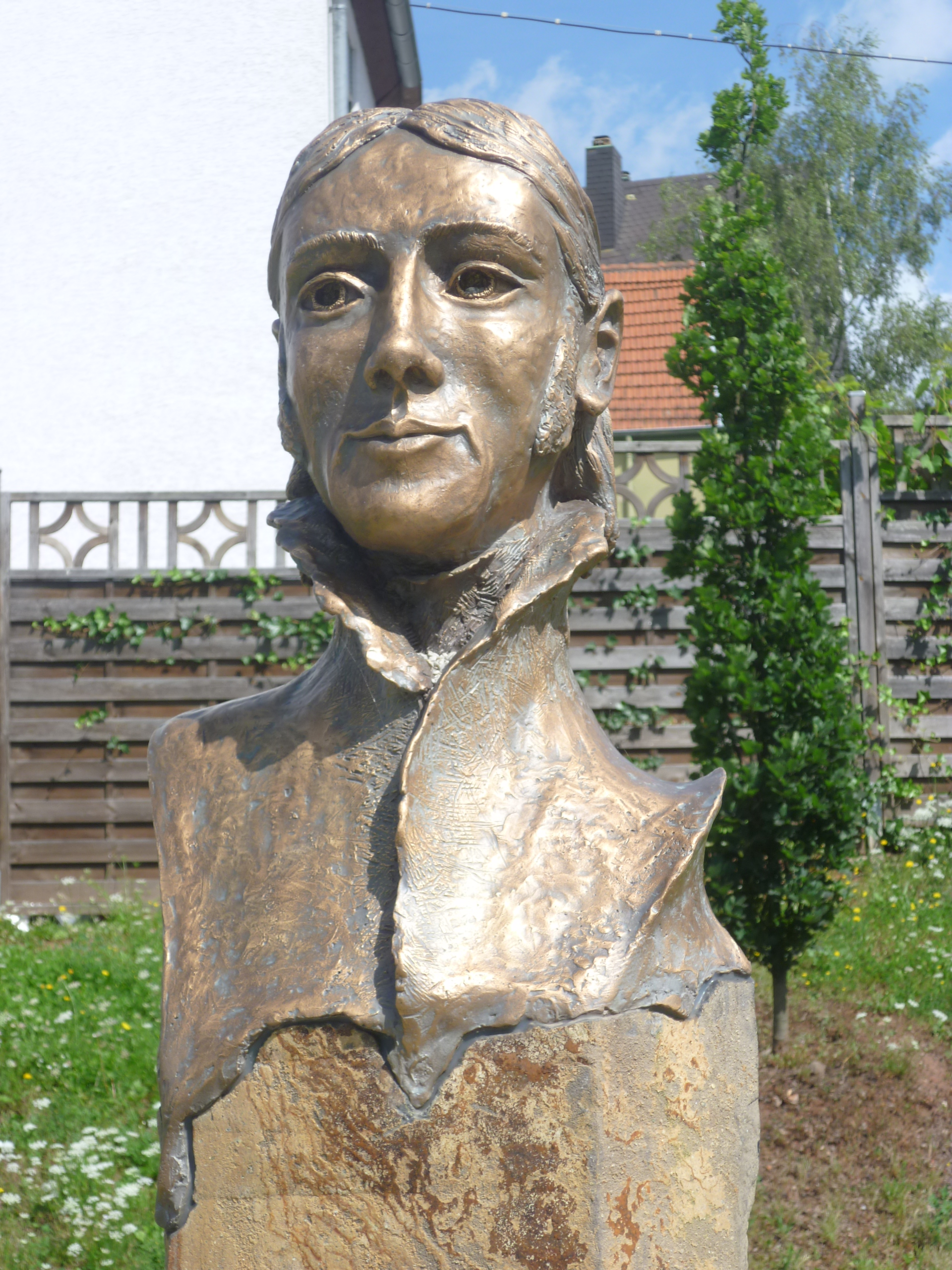
Büste von Johann Friedrich Wilhelm Pustkuchen in Wiebelskirchen

Johann Friedrich Wilhelm Pustkuchen (Pseudonym Glanzow; * 4. Februar 1793 in Detmold; † 2. Januar 1834 in Wiebelskirchen) war ein evangelischer Geistlicher, belletristischer und pädagogischer Schriftsteller.

## Leben
Nach seinem Studium der Theologie, Philosophie und Medizin in den Jahren 1811–1813 an der Universität Göttingen versah er Hauslehrerstellen in Pempelfort, Elberfeld und Leipzig.
1817 promovierte er an der Universität Halle. 1820 übernahm er die Pfarrei in Lieme bei Lemgo, musste sein Amt aber 1827 wegen seiner liberalen Katechismus-Auslegung abgeben. Von 1827 bis 1831 arbeitete er in Herford als freier Schriftsteller, die ersten beiden Jahre fungierte er zudem als Herausgeber der Zeitungen Westphalia und Levana. Unter anderem gab er 1830 eine „Kurzgefaßte Geschichte der Pädagogik“ heraus. Auf Fürsprache des preußischen Königs Friedrich Wilhelm III. gelangte er 1831 auf die Pfarrstelle nach Wiebelskirchen, wo er 1834 verarmt an Wassersucht starb.

## Werk
Bekannt wurde der engagierte Geistliche Pustkuchen vor allem durch seine Fortsetzung von Goethes Roman Wilhelm Meisters Lehrjahre, deren erster Band zur Frühjahrsmesse 1821 unter dem Titel Wilhelm Meisters Wanderjahre im Verlag von Gottfried Basse in Quedlinburg und Leipzig zeitgleich mit Goethes eigener Fortsetzung (Wilhelm Meisters Wanderjahre oder Die Entsagenden 1821) erschien. Diese Publikationsumstände lösten einen Literaturskandal aus, der maßgeblich dadurch befeuert wurde, dass die Fortsetzung des goetheschen Romans zugleich eine sittlich-ästhetisch begründete Kritik an Goethe war. Noch im selben Jahr veröffentlichte Pustkuchen Band 2 der „Wanderjahre“, 1822 erschienen Band 3 sowie die beiden Begleitpublikationen Wilhelm Meisters Tagebuch und Gedanken einer frommen Gräfin. Fortgesetzt, aber nicht abgeschlossen, wurden Wilhelm Meisters Wanderjahre mit einem 4. (1827) und 5. Band (1828), die im Gegensatz zu den ersten Teilen keine größere öffentliche Aufmerksamkeit fanden.
Die Werke waren in den Jahren 1821 bis 1823 in der teilweise sehr polemisch geführten literarischen Diskussion präsenter als die goethesche Fortsetzung. Die anonyme Verfasserschaft Pustkuchens wurde im Frühjahr 1822 aufgedeckt, dennoch erschienen die weiteren Bände anonym. Entgegen zeitgenössischen Gerüchten und vielfach falschen Angaben in Bibliothekskatalogen stammt eine weitere Fortsetzung unter dem Titel Wilhelm Meisters Meisterjahre von 1824 nicht von Pustkuchen. Goethe reagierte sehr zurückhaltend und nur in wenigen, einige Jahre später veröffentlichten Gedichten auf die Provokation. Der noch heute gebräuchliche Ausdruck Pustekuchen geht nicht auf diesen Zusammenhang zurück.
Im Gegensatz zu Wilhelm Meisters Wanderjahren, die in der Rezeptionsgeschichte Goethes als Beginn einer kritischen Opposition gegen Goethe in den 1820er Jahren wahrgenommen wurden, ist Pustkuchens weiteres poetisches und gelehrtes Werk aus den Bereichen der Theologie, Pädagogik und Poesie heute weitestgehend vergessen, teilweise auch verschollen.

## Theologische und pädagogische Werke
- Die Natur des Menschen und seines Erkenntnißvermögens als Fundament der Eziehung psychologisch entwickelt für Aeltern, Lehrer und Jünglinge, die sich selber fortbilden. Reclam, Leipzig 1818. Digitalisat
- Die Urgeschichte der Menschheit in ihrem vollem Umfange. Meyer, Lemgo 1821. Digitalisat
- Die Rechte der christlichen Religion über die Verfassung christlicher Staaten. Eine Streitschrift. Königliches Taubstummen-Inst., Schleswig 1822
- Gedanken einer frommen Gräfin. Basse, Quedlinburg und Leipzig 1822. Digitalisat
- Historisch-kritische Untersuchung der biblischen Urgeschichte. Nebst Untersuchungen über Alter, Verfasser und Einheit der übrigen Theile des Pentateuch. Grunert, Halle 1823. Digitalisat
- Thomas Armenteros oder das Auto da Fé. Basse, Quedlinburg 1825
- Die Wiederherstellung des echten Protestantismus oder über die Union, die Agende und die bischöfliche Kirchenverfassung. Hoffmann & Campe, Hamburg 1827. Digitalisat
- Maria oder die Frömmigkeit des Weibes. Ein Charaktergemälde. Hoffmann & Campe, Hamburg 1827. Digitalisat
- Grundzüge des Christenthums. Hoffmann & Campe, Hamburg 1827. Digitalisat
- Kurzgefaßte Geschichte der Pädagogik oder gedrängte Darstellung des Entstehens, Wesens, Zusammenhangs und Wechsels der herrschenden Ansichten über Erziehung und Bildung. Osterwald, Rintelen 1830
- Glaubens- und Sittenlehre in wahrhaften Beispielen. Ein Lesebuch für Schule und Haus. Falkenberg, Barmen und Schwelm 1831 (2 Bände)
- Kirche, Schule und Haus. Büschler, Elberfeld 1832
- Der Beruf des evangelischen Pfarrers nach seinem Zweck und Wesen, dem Worte Gottes gemäß mit besonderer Rücksicht auf die Ansichten und Verhältnisse unserer Zeit, dargestellt. Schmechtenberg, Elberfeld  1836.

## Poetische und erzählende Werke
- Die Poesie der Jugend. Reclam, Leipzig 1817. Digitalisat
- Die Perlenschnur. Basse, Quedlinburg und Leipzig 1820. Digitalisat
- Erzählungen. Iserlohn 1832
- Viola. Taschenbuch für 1833. Becker, 1833